# Truly
Truly é uma banda de rock americana formada no começo da era Grunge. A banda é um trio, composto pelo ex-baixista do Soundgarden, Hiro Yamamoto, o ex-baterista do Screaming Trees, Mark Pickerel e o vocalista e guitarrista do Storybook Krooks, Robert Roth. Apesar de não ter adquirido sucesso constante como as outras bandas de Seattle, a banda gastou uma década com dois álbuns de estúdio em seu nome.
A banda lançou um EP, Heart and Lungs, em 1991 e um álbum com 4 faixas chamado Leslie's Coughing Up Blood pela Sub Pop em 1993. Eles gravaram seu primeiro álbum de estúdio Fast Stories... from Kid Coma entre 1992-1994. A banda então assinou com a Capitol Records antes de lançar o trabalho, em 1995. O segundo álbum, Feeling You Up, foi lançado em 1997 pelo selo Thick Records. O último trabalho da banda, Twilight Curtains, foi lançado em 2000 na Europa pelo selo Cargo/Headhunter. Twilight Curtains reúne músicas e demos novas e antigas.
A banda retornou em 2008, com shows ao vivo e a promessa de um novo álbum, previsto para ser lançado em 2010.

## Discografia
- Heart and Lungs (EP, 1991)
- Leslie's Coughing Up Blood (EP/Single, 1993)
- Fast Stories... from Kid Coma (1995)
- Feeling You Up (1997)
- Twilight Curtains (Coletânea, 2000)